# اکسامسکیت، بارتیم
اکسامسکیت، بارتیم (به لاتین: Akçamescit, Bartın) یک منطقهٔ مسکونی در ترکیه است که در استان بارتین واقع شده‌است.

## خصوصیات
اکسامسکیت ۶۱۷ نفر جمعیت دارد.